# John Duffy e David Mulcahy
John Duffy e David Mulcahy (entrambi nati nel 1959) sono due stupratori e serial killer inglesi i quali sono responsabili di numerosi attacchi a donne in stazioni ferroviarie nel sud dell'Inghilterra degli anni '80.
Sono conosciuti come i "violentatori delle ferrovie" e "i killer delle ferrovie".

## Il primo attacco
Nel 1982, una donna (KJ) fu violentata da due uomini vicino alla stazione di Hempstead Heath. Altre 18 subirono attacchi nel successivo anno. Gli attacchi proseguirono nel 1984. Tre donne furono violentate nella stessa notte nel 1985 presso la stazione di Hendon.
La polizia organizzò un urgente indagine per tentare di trovare chi aveva perpetrato tutti questi crimini.
Fu chiamata "Operation Hart".
Il 29 dicembre del 1985, Alison Day, 19 anni, è stata trascinata da un treno alla stazione di Hackney Wick da Duffy e Mulcahy e ripetutamente violentata. Fu poi strangolata con un pezzo di corda.
La polizia intensificò ulteriormente la ricerca per arrestare il responsabile che la stampa aveva soprannominato "Lo stupratore della ferrovia".
Dopo la morte di Alison Day questo nome fu cambiato in "Il killer della ferrovia".
Nome rafforzato dal ritrovamento del corpo della quindicenne Maartje Tamboezer a West Horsley il 17 aprile 1986. Era stata rapita, stuprata, uccisa ed il suo corpo bruciato.
Un mese dopo, il 18 maggio 1986, una presentatrice di una tv locale, Anne Locke, 29 anni, fu rapita e uccisa dopo essere scesa da un treno in Brookmans Park, nell'Hertfordshire.
Il nome di Duffy, un istruttore di arti marziali, è stato considerato come un sospetto tra le migliaia di altri nomi in quanto era un noto molestatore sessuale, essendo stato precedentemente condannato per lo stupro di sua moglie. Una corda trovata nella casa dei suoi genitori lo legava alla seconda vittima di omicidio. Mulcahy fu sospettato anche a causa della sua stretta amicizia con Duffy, ma le vittime erano ancora traumatizzate ed incapace riconoscerli.
Mulcahy fu quindi rilasciato per mancanza di prove.

## Nuovi metodi
Per aiutare le loro indagini, la polizia sfruttò uno psicologo dell'Università di Surrey, il dottor David Canter, che a quel tempo lavorava nel campo della psicologia geografica.

Non c'era stato alcun precedente uso in Gran Bretagna di "profiler" ma essendo stati compiuti scarsi progressi c'era bisogno di un nuovo punto di vista, qualcosa di nuovo.

Canter esaminò i dettagli di ogni crimine e costruì un profilo, seguendo le abitudini e le caratteristiche del killer. 

Mentre ciò proseguiva, una ragazza di 14 anni fu violentata in un parco.
L'inchiesta ha portato il dottor Canter ad impostare una Psicologia Investigativa, un campo in cui è diventato un esperto riconosciuto.

## La svolta
Oltre a lavorare insieme con Mulcahy, Duffy aveva cominciato a violentare da solo ed è stato arrestato mentre seguiva una donna in un parco appartato. 
Fu interrogato riguardo l'ondata di stupri e omicidi, e il giorno dopo è stato accusato di tutti i crimini. La polizia sapeva che non aveva commesso i reati da solo, ma Duffy non aveva intenzione di tradire il suo complice.

## Processo e la condanna
Duffy è andato sotto processo nel febbraio 1988 ed è stato condannato per due omicidi e quattro stupri, anche se è stato assolto dall'accusa di aver stuprato e ucciso Anne Locke. Gli fu data una condanna minima di 30 anni, poi estesa ad ergastolo da parte del Segretario di Stato. 
In seguito ad una decisione della Corte europea dei diritti dell'uomo in cui si disse che nessun politico potesse modificare sentenze ufficiali, gli fu rimossa la condanna a vita e ripristinata quella a 30 anni.
Quindi la condanna a vita fu dichiarata illegale il 13 luglio 2013. Così l'Alta Corte dovrà ora decidere un termine minimo di condanna per Duffy.
Molto è stato fatto del profilo "psicologico" costruito da Canter dopo il processo. Su Duffy corrispondevano 13 delle 17 osservazioni fatte sugli stili di vita del Killer e le sue abitudini. Tale Profilazione criminale divenne comune in polizia da allora in poi.

## Identificazione del complice
A seguito della sua condanna, Duffy ha rivelato ad uno psicologo forense quello che la polizia sapeva già - che non aveva attaccato le donne da solo. Tuttavia, egli ha scelto di non rivelare nulla fino al 1997, quando ha implicato Mulcahy, l'amico di una vita con cui Duffy era stato inseparabile dai tempi della scuola in Haverstock, nel nord di Londra.
Mentre erano a scuola una volta erano stati espulsi, in quanto, sono stati trovati a ridere e coperti di sangue dopo aver ucciso un riccio.
Duffy ha anche ammesso il suo coinvolgimento nell'attacco a Anne Locke, anche se non può essere nuovamente processato per questo per la regola "Double jeopardy" una procedura difensiva inglese.
Mulcahy - sposato e con 4 figli - poteva ancora essere implicato, e dopo le affermazioni di Duffy fu pedinato per diversi mesi da parte della polizia, prima del suo arresto; test del DNA (che non erano ancora in uso durante l'inchiesta iniziale) dimostrarono conclusivamente il suo coinvolgimento. Nel 2000, Duffy è apparso alla Old Bailey (Corte centrale criminale) come testimone contro Mulcahy e ha dato prove dettagliate per quattordici giorni. Era la prima volta che un prigioniero di "alta categoria" aveva testimoniato contro un complice.
La Procurate al processo ha presentato Mulcahy come l'autore principale ed il primo a decidere che lo stupro non era sufficiente e passò ad uccidere.
Mulcahy è stato condannato per tre omicidi e sette stupri e condannato a tre ergastoli, con una raccomandazione di 30 anni.
Duffy è stato condannato per 17 più stupri e ha ricevuto altri 12 anni. Nessuno dei due dovrebbe essere rilasciato dalla prigione vivo. La polizia li sospettano di aver commesso innumerevoli altri attacchi sessuali, alcuni risalenti alla metà degli anni 1970, mentre Mulcahy è anche sospettato di attacchi che hanno avuto luogo dopo che Duffy è stato imprigionato
Si dicono molte cose sui due. Che Duffy è stato pagato £ 20.000 in cambio di informazioni sul suo complice, e che Mulcahy è diventato uno strozzino temuto nel carcere dove è detenuto.
Nel 2001 è stato prodotto un film per la televisione, Witness of Truth: The Railway Murders, con Huw Higginson e Nicholas Marchie come Duffy e Mulcahy rispettivamente.
Nel 2016 Simon Farquhar, figlio di Charles Farquhar (uno dei ufficiali di polizia che si occupò del caso) ha scritto un libro dedicato alla vicenda giudiziaria, intitolato A Dangerous Place: The Story of the Railway Murders.